# Jemens riksvapen
Jemens riksvapen visar en gyllene örn som håller en banderoll i sina klor. På banderollen står statens namn på arabiska. På örnens bröst visas en sköld med symboler för en kaffeplanta och för Maribdammen. På vardera sidan om örnen finns en flaggstång med Jemens flagga.

## Historiska vapen

Sydarabiska federationen 1959–1967
Folkrepubliken Jemen 1967–1970
Demokratiska folkrepubliken Jemen 1970–1990